# Evnne
Evnne (tiếng Hàn: 이븐; tiếng Nhật: イブン; Romaja: Ibeun; thường được viết cách điệu là EVNNE) là một nhóm nhạc nam Hàn Quốc được thành lập bởi Jellyfish Entertainment, họ là dự án  nhóm nhạc bao gồm các cựu thí sinh của chương trình thực tế sống còn Boys Planet không lọt vào top 9.  Nhóm bao gồm 7 thành viên: Keita, Park Hanbin, Lee Jeonghyeon, Ji Yunseo, Yoo Seungeon, Mun Junghyun và Park Jihoo. Họ ra mắt vào ngày 19 tháng 9 năm 2023, với đĩa mở rộng (EP) Target: Me.

## Lịch sử

### Trước khi ra mắt
Vào ngày 11 tháng 12 năm 2021, Mnet thông báo rằng phiên bản nam của Girls Planet 999, có tên là Boys Planet, sẽ ra mắt vào năm 2022. Vào ngày 25 tháng 6 năm 2022, Mnet chính thức xác nhận họ có kế hoạch phát sóng Boys Planet vào nửa đầu năm 2023. Vào ngày 28 tháng 11 năm 2022, Mnet đã chính thức thông báo rằng Boys Planet sẽ ra mắt vào tháng 2 năm 2023, với tổng cộng 98 người tham gia từ khắp nơi trên thế giới.
Vào ngày 3 tháng 8 năm 2023, đã chính thức xác nhận rằng bảy thực tập sinh từ Boys Planet sẽ ra mắt trong một nhóm nhạc nam dự án mang tên BLIT, do Jellyfish Entertainment quản lý. Các thành viên bao gồm nghệ sĩ Rain Company và thành viên Ciipher Keita, các thực tập sinh WakeOne Entertainment là Park Hanbin, Lee Jeonghyeon, Mun Junghyun và Park Jihoo cùng các thực tập sinh Yuehua Entertainment là Yoo Seungeon và Ji Yunseo.
Vào ngày 9 tháng 8, nhóm đã đổi tên thành EVNNE do có khả năng hiểu sai tên nhóm ban đầu. Họ cũng đã mở tài khoản SNS vào cùng ngày. 

### 2023: Ra mắt với"Taget: Me"
Ngày 16 tháng 8, có thông báo rằng EVNNE sẽ ra mắt vào ngày 19 tháng 9. 
Vào ngày 23 tháng 8, một lịch trình đã được công bố, tiết lộ rằng nhóm sẽ ra mắt vào ngày 19 tháng 9 với đĩa mở rộng (EP) Target: Me cùng bài hát chủ đề "Trouble".

### 2024-nay: Trở lại với"Un: Seen", "Ride or Die"
Ngày 29 tháng 12 năm 2023, EVNNE thông báo sẽ phát hành đĩa mở rộng thứ hai mang tên Un: Seen vào ngày 22 tháng 1 năm 2024. 
Vào ngày 8 tháng 5, EVNNE thông báo rằng họ sẽ phát hành đĩa mở rộng thứ ba của mình, Ride or Die , vào ngày 17 tháng 6.

## Thành viên
- Chú thích: In đậm là nhóm trưởng

| Nghệ danh      | Nghệ danh | Nghệ danh          | Tên khai sinh  | Tên khai sinh   | Tên khai sinh      | Tên khai sinh | Tên khai sinh     | Ngày sinh         | Màu đại diện cá nhân | Nơi sinh                      | Quốc tịch | Công ty quản lý       |
| Latinh         | Hangul    | Kana               | Latinh         | Hangul          | Kana               | Hanja         | Hán-Việt          | Ngày sinh         | Màu đại diện cá nhân | Nơi sinh                      | Quốc tịch | Công ty quản lý       |
| Keita          | 케이타    | ケイタ             | Terazono Keita | 테라조노 케이타 | テラゾノケイタ     | 寺園佳汰      | Tự Viên Giai Thái | 4 tháng 7, 2001   | Đỏ                   | Osaka, Nhật Bản               | Nhật Bản  | RAIN Company          |
| Park Hanbin    | 박한빈    | パク・ハンビン     | Park Hanbin    | 박한빈          | パク・ハンビン     | 朴瀚彬        | Phác Hàn Bân      | 1 tháng 3, 2002   | Xanh Dương           | Iksan-si, Jeollabuk, Hàn Quốc | Hàn Quốc  | WakeOne Entertainment |
| Lee Jeonghyeon | 이정현    | イ・ジョンヒョン   | Lee Jeonghyeon | 이정현          | イ・ジョンヒョン   | 李政縣        | Lý Đình Hiển      | 11 tháng 9, 2002  | Xanh lá              | Seo-gu, Incheon, Hàn Quốc     | Hàn Quốc  | WakeOne Entertainment |
| Yoo Seungeon   | 유승언    | ユ・スンオ         | Yoo Seungeon   | 유승언          | ユ・スンオ         | 劉昇彦        | Du Thánh Ngạn     | 2 tháng 1, 2004   | Hồng                 | Geumjeong-gu, Busan, Hàn Quốc | Hàn Quốc  | Yuehua Entertainment  |
| Ji Yunseo      | 지윤서    | チ・ユンソ         | Ji Yunseo      | 지윤서          | チ・ユンソ         | 池允瑞        | Trì Duẫn Từ       | 15 tháng 10, 2004 | Trắng                | Gangnam-gu, Seoul, Hàn Quốc   | Hàn Quốc  | Yuehua Entertainment  |
| Mun Junghyun   | 문정현    | ムン・ジョンヒョン | Mun Junghyun   | 문정현          | ムン・ジョンヒョン | 文淨泫        | Văn Chính Hiển    | 31 tháng 3, 2005  | Tím                  | Yangcheon-gu, Seoul, Hàn Quốc | Hàn Quốc  | WakeOne Entertainment |
| Park Jihoo     | 박지후    | パク・ジフ         | Park Jihoo     | 박지후          | パク・ジフ         | 朴祉厚        | Phác Trí Hậu      | 14 tháng 7, 2006  | Vàng                 | Namyangju, Gyeonggi, Hàn Quốc | Hàn Quốc  | WakeOne Entertainment |

## Danh sách đĩa nhạc

### Đĩa mở rộng (EP)
| Tiêu đề     | Chi tiết | Thứ hạng cao nhất | Thứ hạng cao nhất | Thứ hạng cao nhất | Doanh số                     | Chứng nhận       |
| Tiêu đề     | Chi tiết | KOR               | JPN               | JPN Hot           | Doanh số                     | Chứng nhận       |
| ----------- | --- | ----------------- | ----------------- | ----------------- | ---------------------------- | ---------------- |
| Target: Me  | - Phát hành: Ngày 19 tháng 9 năm 2023 - Hãng đĩa: Jellyfish, Genie Music, Stone Music - Định dạng: CD, digital download, streaming | 1                 | 6                 | 54                | - KOR: 264,193 - JPN: 30,748 | - KMCA: Platinum |
| Un: Seen    | - Phát hành: Ngày 22 tháng 1 năm 2024 - Hãng đĩa: Jellyfish, Genie Music, Stone Music - Định dạng: CD, digital download, streaming | 2                 | 7                 | 85                | - KOR: 190,934 - JPN: 24,413 |                  |
| Ride or Die | - Phát hành: Ngày 17 tháng 6 năm 2024 - Hãng đĩa: Jellyfish, Genie Music, Stone Music - Định dạng: CD, digital download, streaming | 7                 | 4                 | 99                | - KOR: 203,772 - JPN: 22,618 |                  |

### Đĩa đơn
| Tiêu đề       | Năm  | Thứ hạng cao nhất | Album       |
| Tiêu đề       | Năm  | KOR DL            | Album       |
| ------------- | ---- | ----------------- | ----------- |
| "Trouble"     | 2023 | 57                | Target: Me  |
| "Ugly"        | 2024 | 8                 | Un: Seen    |
| "Badder Love" | 2024 | 11                | Ride or Die |

### Các bài hát khác trên bảng xếp hạng
| Tiêu đề             | Năm  | Thứ hạng cao nhất | Album       |
| Tiêu đề             | Năm  | KOR DL            | Album       |
| ------------------- | ---- | ----------------- | ----------- |
| "Role Model"        | 2023 | 87                | Target: Me  |
| "Pretty Thing"      | 2023 | 93                | Target: Me  |
| "Your Text"         | 2023 | 88                | Target: Me  |
| "Jukebox"           | 2023 | 89                | Target: Me  |
| "Even More"         | 2023 | 96                | Target: Me  |
| "Syrup"             | 2024 | 51                | Un: Seen    |
| "K.O. (Keep On)"    | 2024 | 50                | Un: Seen    |
| "Chase"             | 2024 | 54                | Un: Seen    |
| "Festa"             | 2024 | 53                | Un: Seen    |
| "I <3 U (I Love U)" | 2024 | 62                | Ride or Die |
| "XO"                | 2024 | 66                | Ride or Die |
| "2X"                | 2024 | 70                | Ride or Die |
| "Boom Bari"         | 2024 | 64                | Ride or Die |

## Giải thưởng và đề cử
| Lễ trao giải           | Năm  | Hạng mục                                 | Người được đề cử/Sản phẩm đề cử | Kết quả   | Tham khảo |
| ---------------------- | ---- | ---------------------------------------- | ------------------------------- | --------- | --------- |
| Asian Pop Music Awards | 2023 | Nghệ sĩ mới xuất sắc nhất (ở nước ngoài) | Target: Me                      | Đề cử     | [ 24 ]    |
| Golden Disc Awards     | 2023 | Tân binh của năm                         | Evnne                           | Đề cử     | [ 25 ]    |
| Hanteo Music Awards    | 2023 | Tân binh của năm - Nam                   | Evnne                           | Đề cử     | [ 26 ]    |
| MAMA Awards            | 2023 | Nghê sĩ mới xuất sắc nhất - Nam          | Evnne                           | Đề cử     | [ 27 ]    |
| MAMA Awards            | 2023 | Worldwide Fans' Choice Top 10            | Evnne                           | Đề cử     | [ 27 ]    |
| Seoul Music Awards     | 2023 | Tân binh của năm                         | Evnne                           | Đề cử     | [ 28 ]    |
| The Fact Music Awards  | 2024 | Giải thưởng xu hướng toàn cầu            | Evnne                           | Đoạt giải | [ 29 ]    |

## Chương trình âm nhạc

### The Show
| Năm  | Ngày       | Bài hát        | Điểm |
| ---- | ---------- | -------------- | ---- |
| 2025 | 12 tháng 8 | "HOW CAN I DO" | 6320 |

### Show Champion
| Năm  | Ngày       | Bài hát | Điểm |
| ---- | ---------- | ------- | ---- |
| 2024 | 31 tháng 1 | "UGLY"  | 4802 |

### Music Bank
| Năm  | Ngày       | Bài hát        | Điểm |
| ---- | ---------- | -------------- | ---- |
| 2024 | 2 tháng 2  | "UGLY"         | 6734 |
| 2025 | 21 tháng 2 | "HOT MESS"     | 8166 |
| 2025 | 15 tháng 8 | "HOW CAN I DO" | 9335 |